# Prioniturus waterstradti
Prioniturus waterstradti е вид птица от семейство Psittaculidae. Видът е почти застрашен от изчезване.

## Разпространение
Видът е разпространен във Филипините.